# Nassogne
Nassogne est une commune francophone de Belgique située en Région wallonne dans la province de Luxembourg, ainsi qu’une localité où siège son administration.

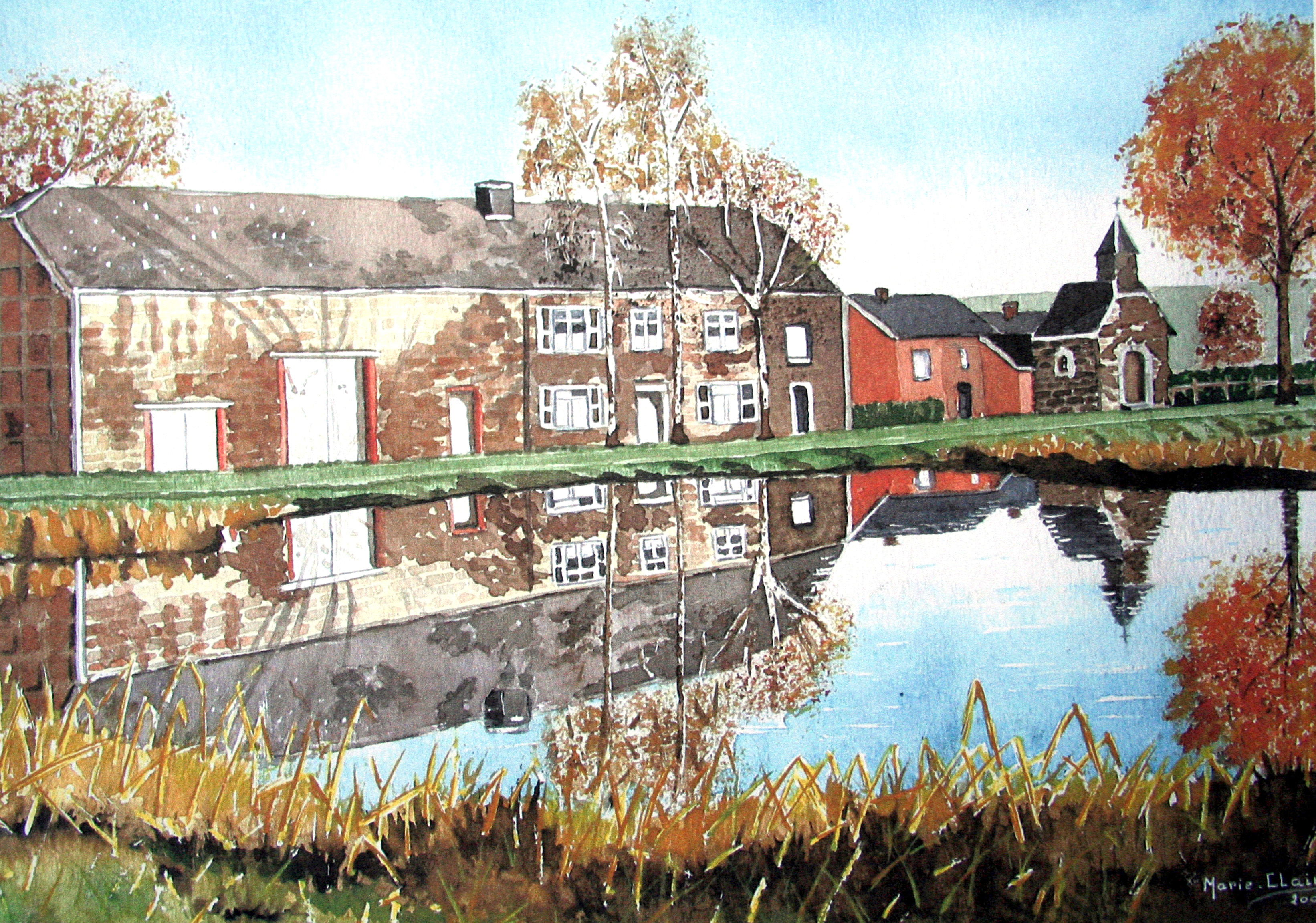
Étang des Goffes.

Le village de Nassogne est une des multiples portes de l'Ardenne. La localité devrait son nom à une petite fontaine (Nassonia). L'entité s'étire entre terre de schiste et terre de grès, entre collines, plateaux et forêts, de la bordure de la Famenne (Marche) vers les bois ardennais (Saint-Hubert). C'est là que l'on peut constater la frontière climatique entre l'ensemble des régions de Belgique soumises au climat maritime et la haute Ardenne au climat proche du climat continental. Ainsi, en hiver, lorsqu'il neige à Nassogne, il pleut à Forrières et dans les environs.
L'ensemble de la commune a une économie rurale, tournée vers l'agriculture et l'exploitation des forêts (sylviculture, scieries, anciennement saboteries), vers l'élevage (moutons, vaches, porcs et cervidés) . Le tourisme de proximité venu des provinces belges s'y est développé dans la seconde moitié du XXe siècle. Le village de Forrières s'est développé différemment en raison de l'installation, dès le XIXe siècle, du chemin de fer et du développement des carrières et d'une usine de transformation de la chaux. D'autre part, un grand nombre d'habitants travaillent dans les villes.

## Géographie

### Sections
| # | Nom       | Superf. (km2) | Habitants (2020) | Habitants par km2 | Code INS |
| - | --------- | ------------- | ---------------- | ----------------- | -------- |
| 1 | Nassogne  | 28,42         | 1 489            | 52                | 83040A   |
| 2 | Masbourg  | 7,70          | 206              | 27                | 83040B   |
| 3 | Ambly     | 11,64         | 487              | 42                | 83040C   |
| 4 | Harsin    | 16,04         | 681              | 42                | 83040D   |
| 5 | Grune     | 12,49         | 347              | 28                | 83040E   |
| 6 | Lesterny  | 5,87          | 226              | 38                | 83040F   |
| 7 | Forrières | 11,49         | 1 294            | 113               | 83040G   |
| 8 | Bande     | 19,46         | 838              | 43                | 83040H   |

### Communes limitrophes
La commune est délimitée à l'ouest par la province de Namur.
|           | Marche-en-Famenne |                     |
| Rochefort | Nassogne          | La Roche-en-Ardenne |
| Tellin    | Saint-Hubert      | Tenneville          |

## Démographie

### Évolution démographique avant la fusion de 1977
- Source: DGS, 1831 à 1970=recensements population, 1976= habitants au 31 décembre

### Évolution démographique de la commune fusionnée
En tenant compte des anciennes communes entraînées dans la fusion de communes de 1977, on peut dresser l'évolution suivante:
Les chiffres des années 1831 à 1970 tiennent compte des chiffres des anciennes communes fusionnées.
- Source: DGS , de 1831 à 1981=recensements population; à partir de 1990 = nombre d'habitants chaque 1 janvier[2]

## Histoire

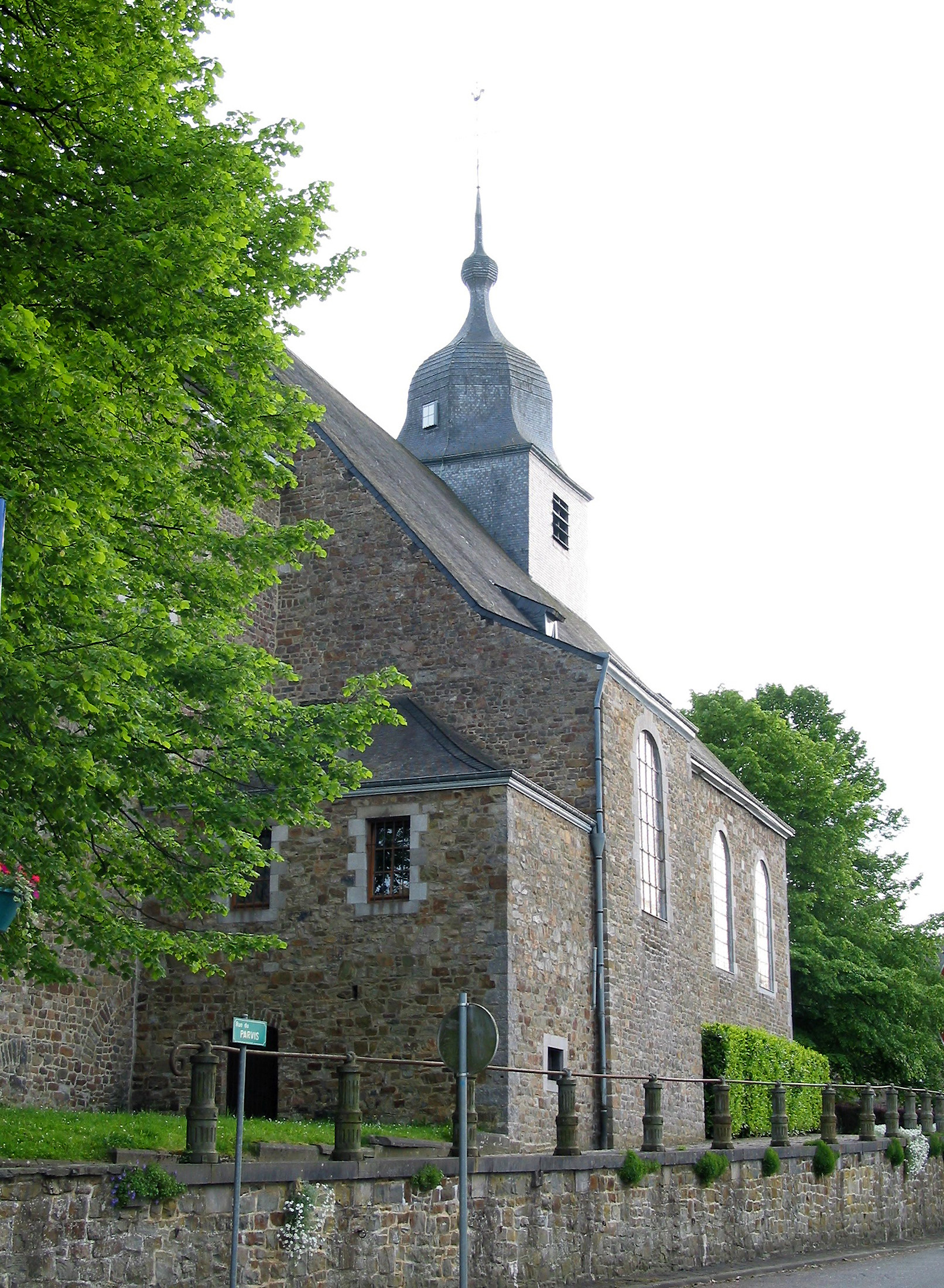
La collégiale Saint-Monon.

D'abondants vestiges romains ont été retrouvés à Nassogne . La localité se trouvait sur la voie qui reliait Bavay à Trèves. Des fondations romaines ont été trouvées aux lieux-dits Thier Saint-Boutay, Caumont, La Vilette, la Gatte d'or, et sous la maison communale. Des cimetières romains et mérovingiens ont été identifiés à la limite entre Nassogne et Grune.
Nassogne était probablement une grande villa de chasse des empereurs de Trèves. La plupart des historiens identifient en effet  la localité avec le palais de "Nasonacum" d'où l'empereur romain Valentinien 1er date quatre rescrits  entre 364 et 375. D'autres le situent plutôt à Jemelle (lieu-dit Malagne ou Neufchâteau) ou à proximité de Trèves.
On trouve ensuite des traces écrites à propos de Nassogne vers l'an 600. À cette époque, un moine écossais du nom de Monon vint évangéliser la région. L’histoire raconte que le missionnaire fut frappé à mort par des habitants du village voisin de Forrières, excités par les tenants du druidisme, entre 630 et 645.
Aujourd’hui, les recherches historiques et les enquêtes rassemblées par Willy Lassance , le spécialiste de l’archéologie, du folklore et de l’histoire de la région , permettent de clarifier quelque peu les circonstances et les faits. Il en est arrivé à la conclusion que cette légende a fait porter l’opprobre sans raison sur les Forrièrois pendant treize cents ans.
Vers 687, Pépin de Herstal, dit le Bref, rehaussa l'église, où le tombeau du moine écossais attirait la vénération de pèlerins, en y fondant financièrement un chapitre de chanoines, l'église devenant alors 'collégiale'.

## Héraldique
|  | La commune possède des armoiries. Blasonnement : Coupé, au I d’argent à deux fasces d’azur au lion de gueules brochant, armé, lampassé et couronné d’or, à un lambel à cinq pendants du même brochant sur le tout ; au II de gueules à un sabot d’or. - Délibération communale : 21 juin 1990 - Arrêté de l'exécutif de la communauté : 18 décembre 1991 Source du blasonnement : Lieve Viaene-Awouters et Ernest Warlop, Armoiries communales en Belgique, Communes wallonnes, bruxelloises et germanophones, t. 2 : Communes wallonnes M-Z, Communes bruxelloises, Communes germanophones, Bruxelles, Dexia, 2002. |

## Politique et administration

### Collège et conseil communale 2024-2030
| Collège communal   |                    |                                           |
| ------------------ | ------------------ | ----------------------------------------- |
| Bourgmestre        | Marc Quirynen      | Les Engagés - Intérêts Communaux Nassogne |
| 1er Échevin        | Vincent Peremans   | Les Engagés - Intérêts Communaux Nassogne |
| 2e Échevin         | Quentin Blaise     | Les Engagés - Intérêts Communaux Nassogne |
| 3e Échevin         | José Dock          | Les Engagés - Intérêts Communaux Nassogne |
| 4e Échevine        | Myriam Van Hulle   | Ecolo - Intérêts Communaux Nassogne       |
| Présidente du CPAS | Florence Arrestier | Les Engagés - Intérêts Communaux Nassogne |

### Jumelages
- Nassogne :  Martel (France)
- Forrières :  Ledeghem (Belgique)

### Sécurité et secours
La commune fait partie de la zone de police Famenne-Ardenne pour les services de police, ainsi que de la zone de secours Luxembourg pour les services de pompiers. Le numéro d'appel unique pour ces services est le 112.

## Patrimoine et culture

### Patrimoine architectural et sites
Nassogne fait partie avec sept autres communes du Geopark Famenne-Ardenne, une aire géologique labellisée par l'UNESCO en 2018.
La commune possède quelques monuments classés.

### Bande
Bande, un village de l'entité sis le long de la route Nationale 4, fut victime d'un massacre pendant la bataille des Ardennes. Le 24 décembre 1944, 34 jeunes hommes y furent fusillés par des S.S. en représailles des actions de la résistance ardennaise contre les troupes allemandes pendant les années de guerre.

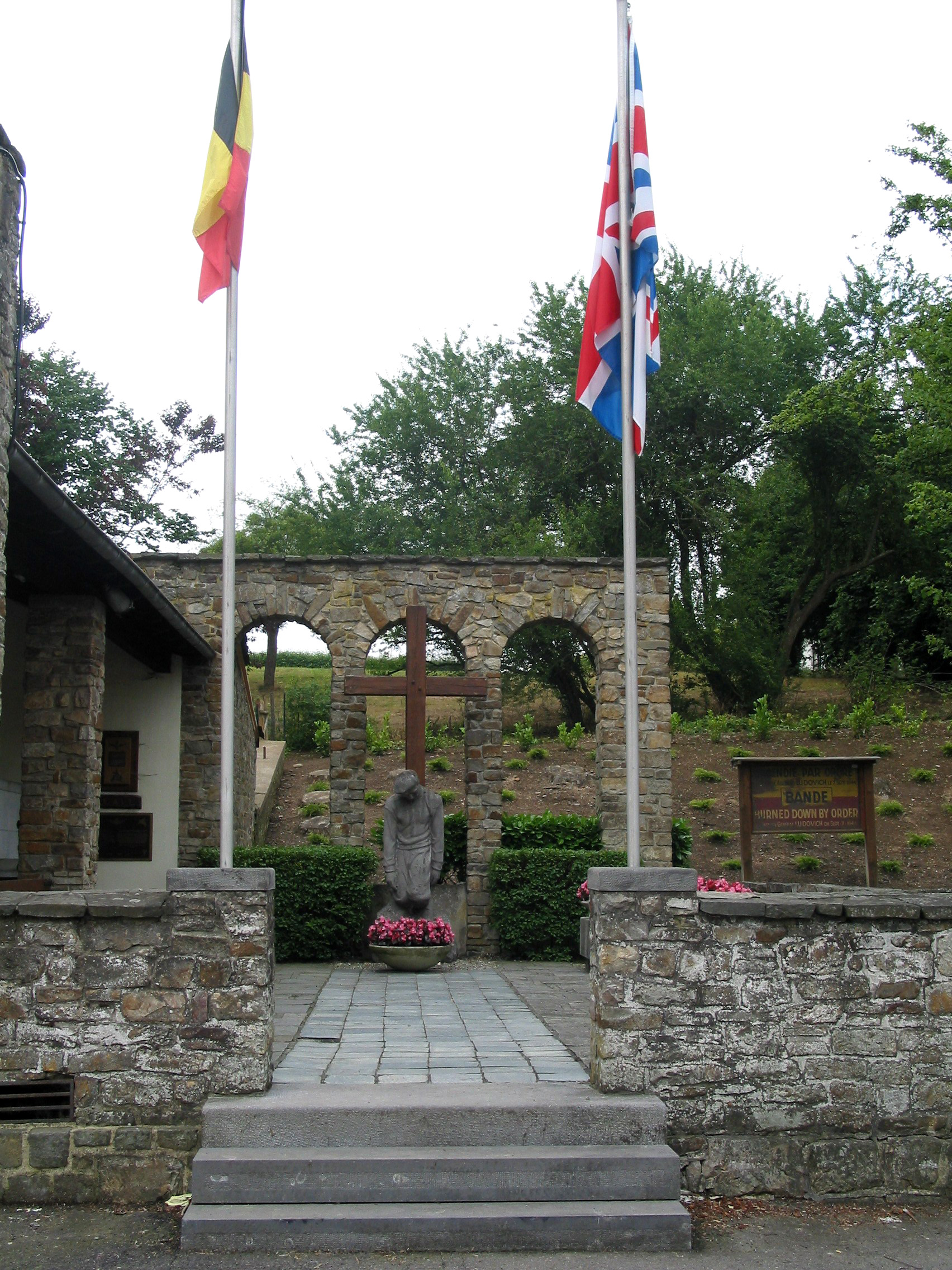
Mémorial pour les 34 victimes civiles assassinées par les nazis le 24 décembre 1944.
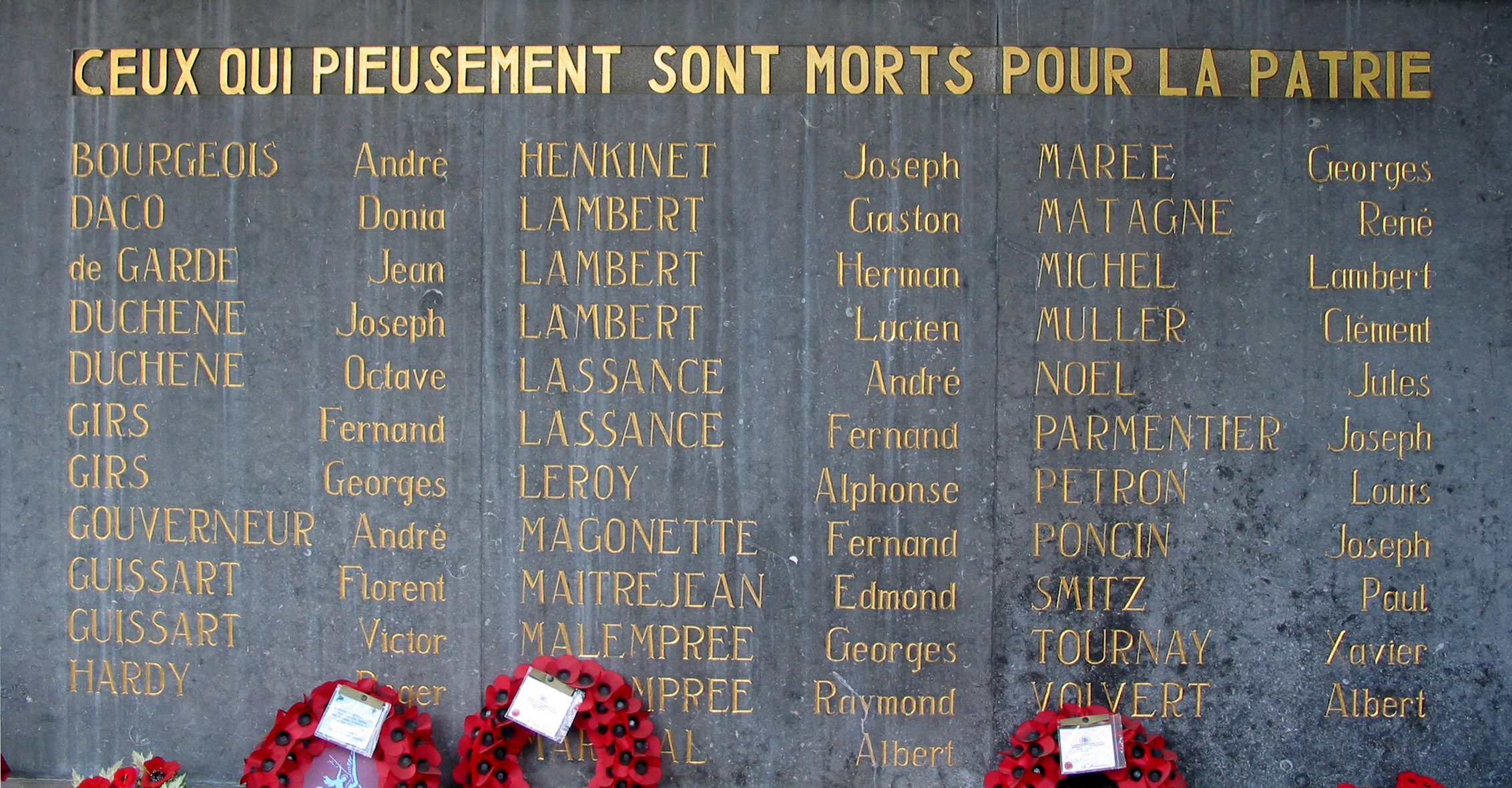
Pierre gravée portant les noms des 34 civils belges.
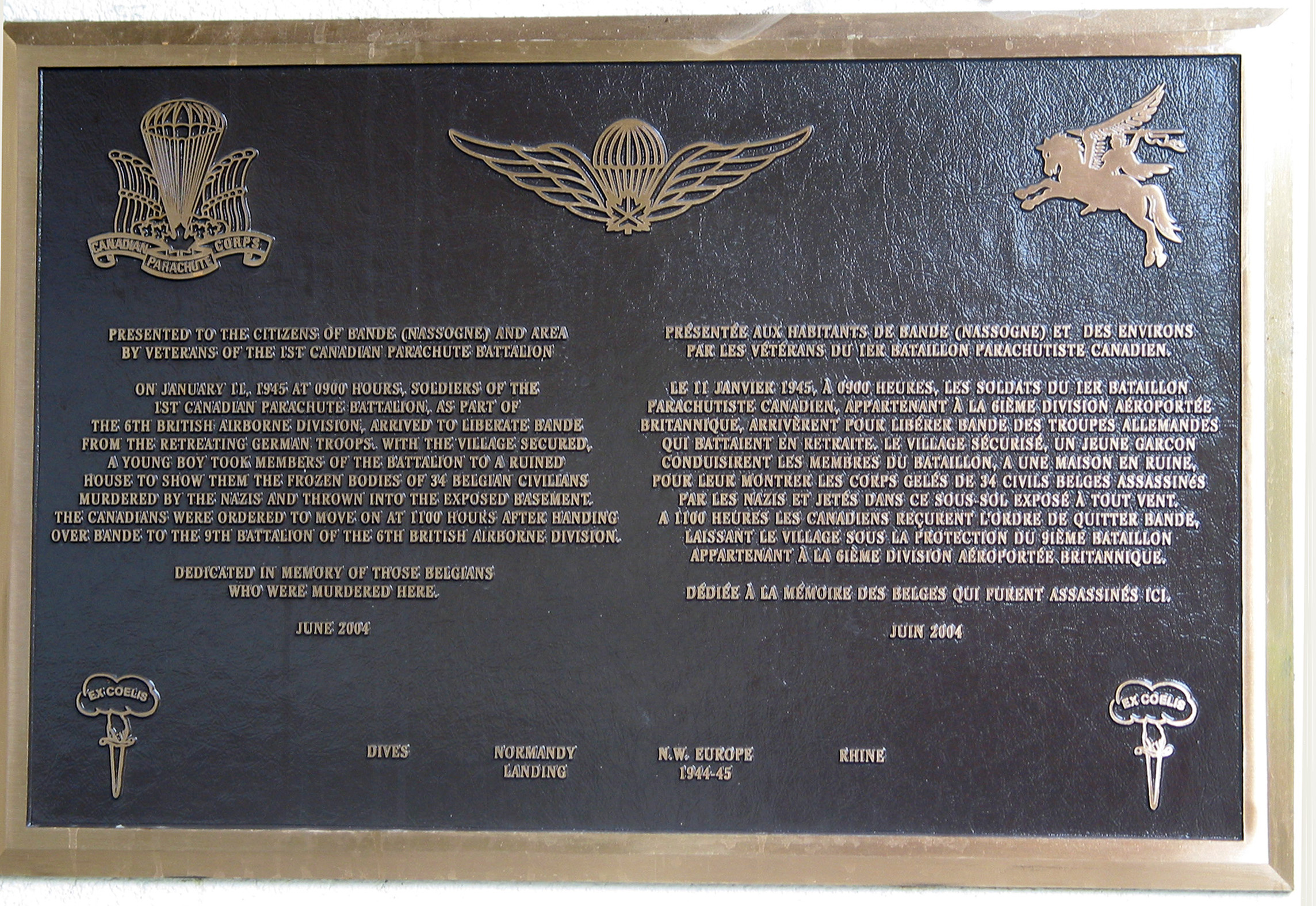
Plaque gravée dédiée par les vétérans du 1er Régiment de Parachutistes Canadiens à la mémoire des victimes.
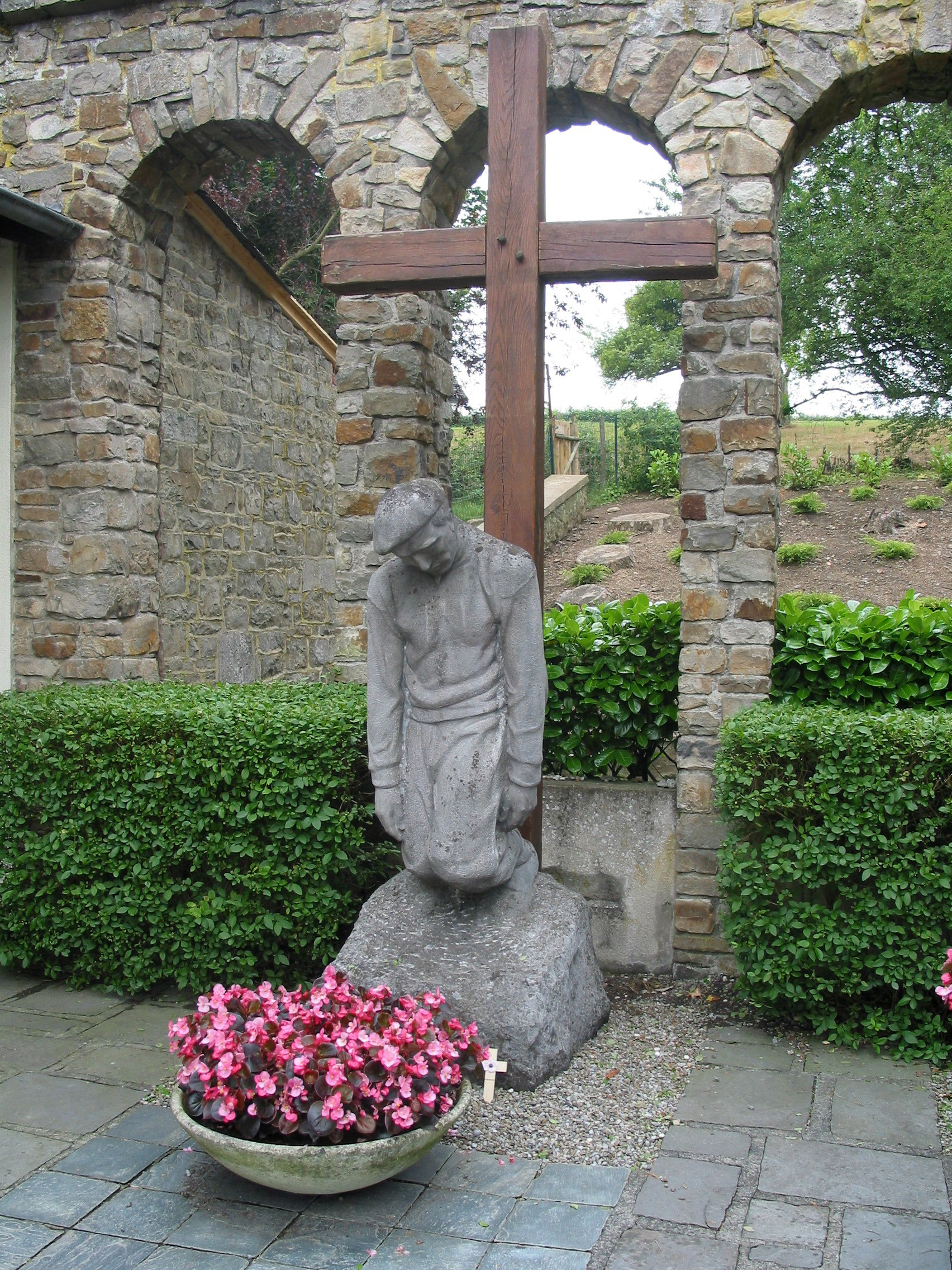
Mémorial élevé en souvenir.

### Forrières
- Ruines de monuments mégalithiques (dolmen) appelés « les pierres du Diable »
- Vieille ferme « Saint-Monon » où Saint Monon aurait été assassiné par des adorateurs du culte de Freyr.
- Église Saint-Martin de style néo-roman.
- Vallée de la rivière Lomme.

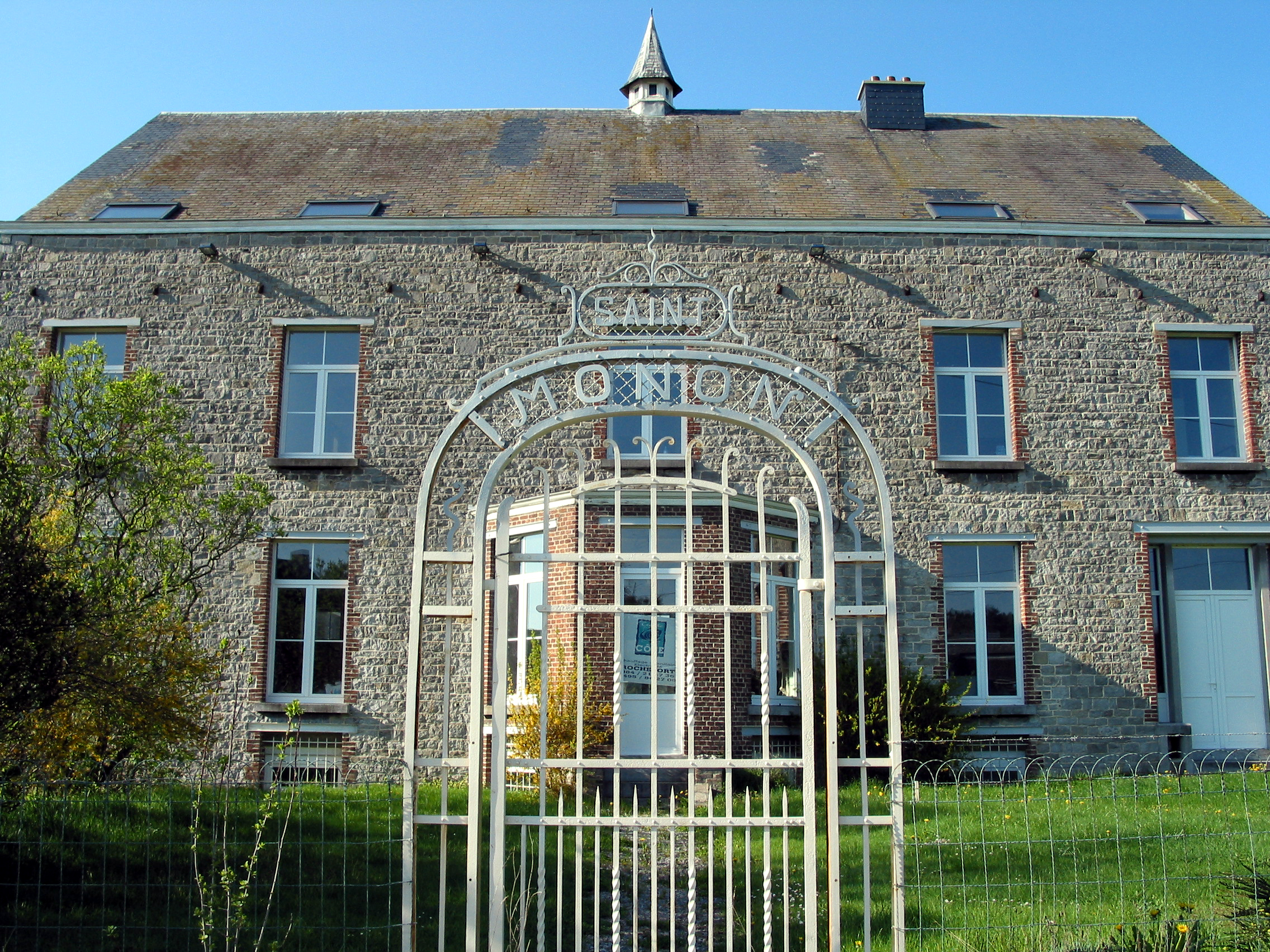
L'ancienne ferme Saint-Monon.
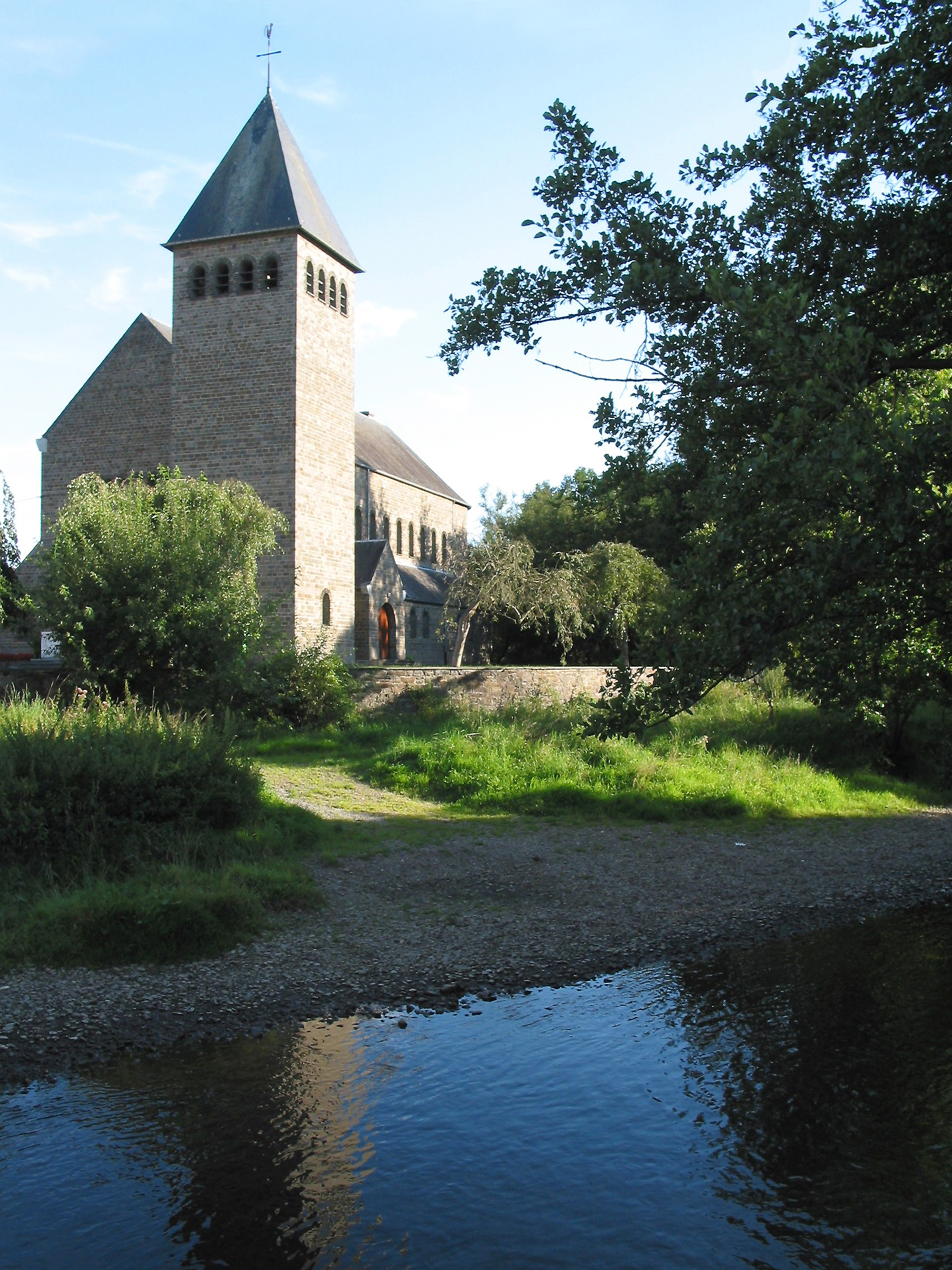
La L'Homme (rivière) au pied de l'église Saint-Martin.
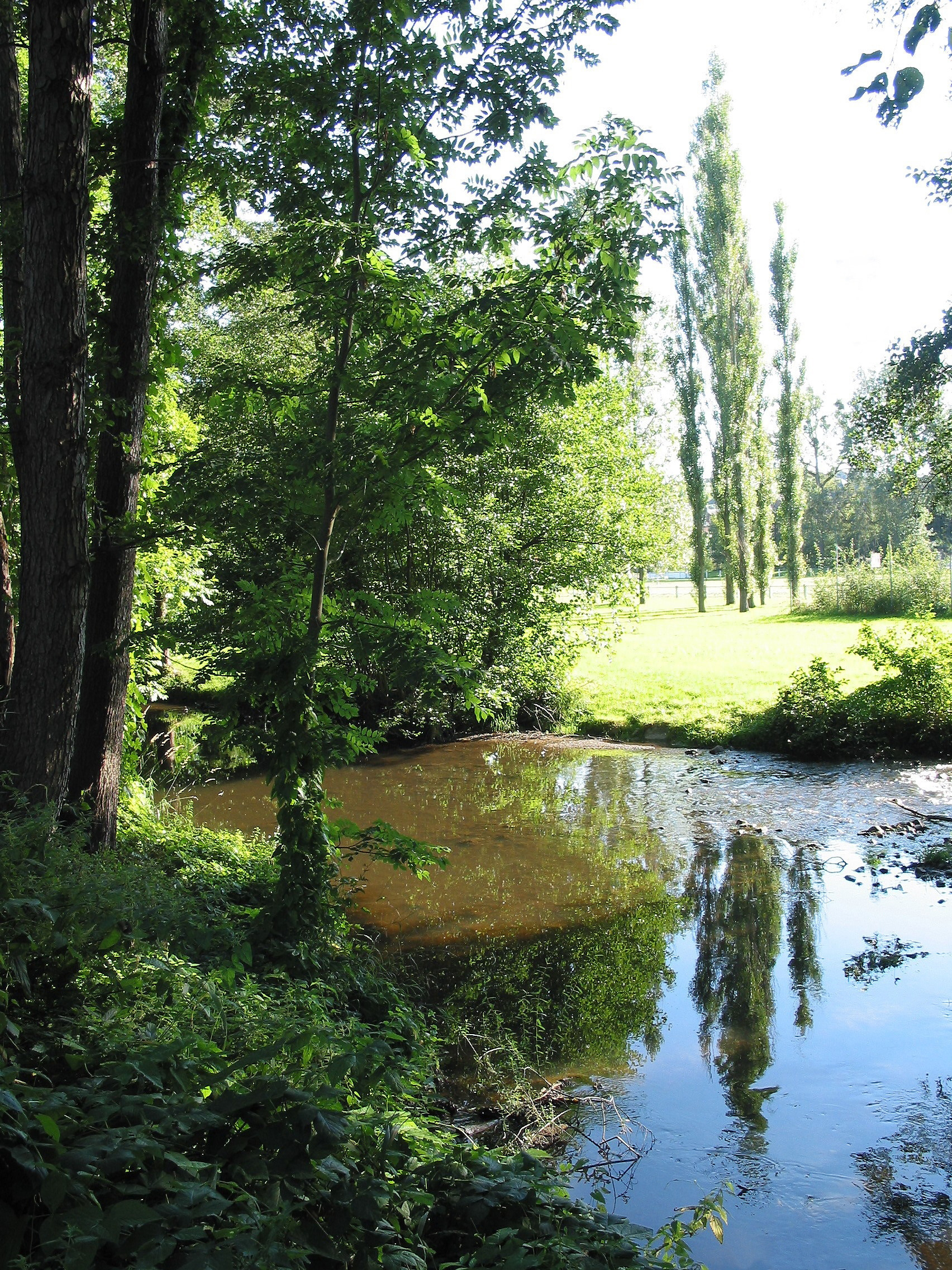
La rivière l'Homme en aval de l'île du terrain de football.
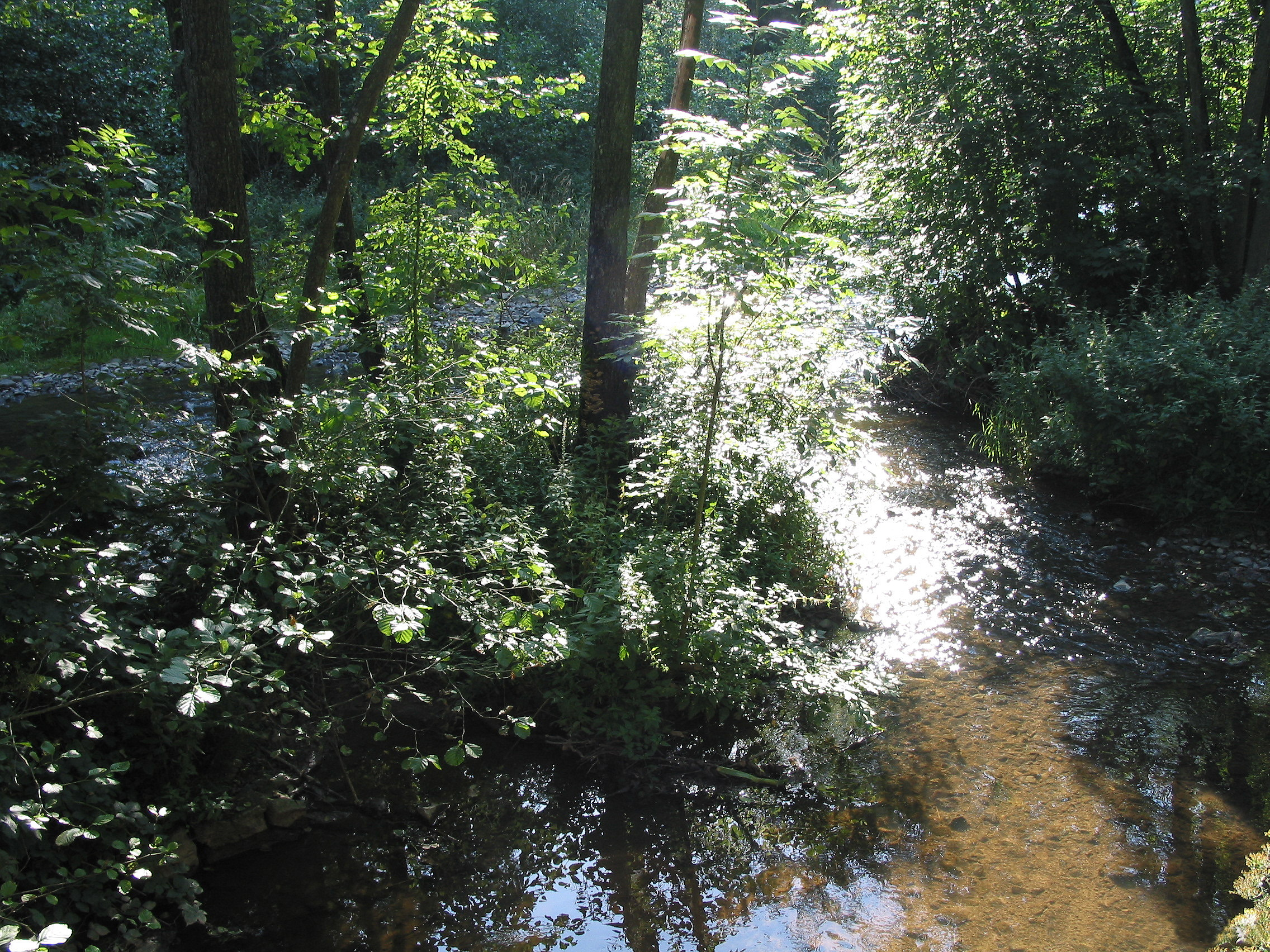
La rivière l'Homme dans son environnement naturel le long de la route de Jemelle.

### Grune

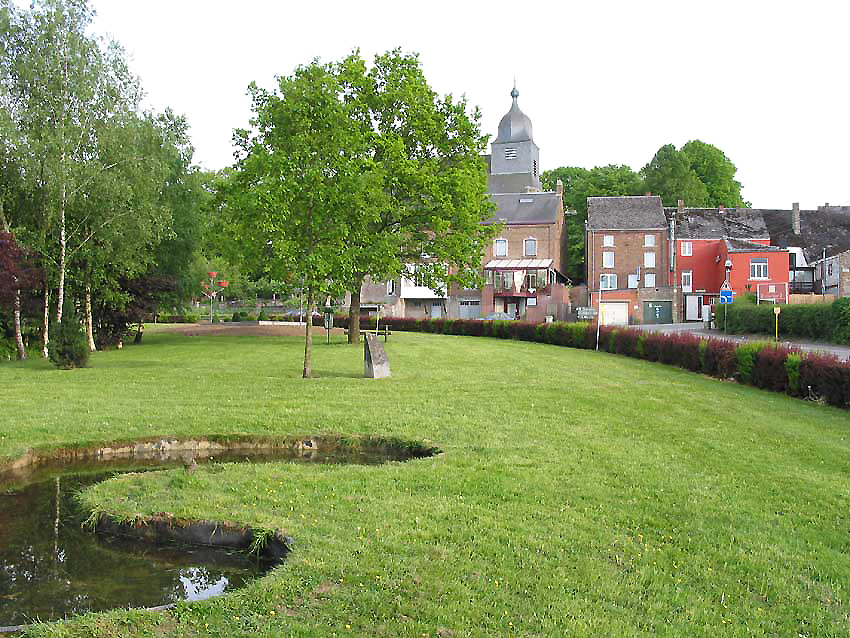
Les environs de la collégiale Saint-Monon.

- Les environs de la collégiale Saint-Monon.Château de Grune : bâti en 1613 par Gilles de Hemricourt de Mozet, seigneur de Grune, propriété des comtes de Ramaix, une vieille famille belge remontant au XIIIe siècle aux alentours de Chièvres. Sur le porche d'entrée du château figurent les armoiries de la famille Mozet-Waha.
- Maison classée de la deuxième moitié du XVIIe siècle, puits et abreuvoirs publics.
- Promenade à la réserve éducative du « Ry d’Œure ».

### Masbourg
- Église en pierres de style classique du début du XVIIIe siècle.

### Nassogne
- Collégiale Saint-Monon : l'église possède une belle châsse contenant des reliques de saint Monon.
- L'ermitage Saint-Léonard : promontoire rocheux que couronne une modeste chapelle, située au sud du village. Il a été occupé jusqu'au XVIIe siècle par des ermites.

### Culture

#### Procession des remuages
Depuis le Moyen Âge, la Procession des remuages attire, au mois de mai, une foule de pèlerins venant prier Saint Monon pour avoir une protection sur toutes les personnes et les animaux de la ferme et avoir de belles récoltes dans les champs et les cultures.

## Personnalités liées à la commune
- Pierre-Napoléon Bonaparte (1815-1881) vécut au château du Bois en forêt du Roi Albert.
- Richard Heintz (1871-1929), peintre de l'Ardenne, habita au village de 1926 à 1929.
- Adrien de Premorel (1889-1968), écrivain de livres ayant trait à la nature et à la faune sauvage, habita au village de 1919 à 1935.